# Dag van Zamora
De Dag van Zamora (Spaans: Día de Zamora), ook bekend als Jornada del Foso de Zamora ("Dag van de loopgraaf van Zamora"), was een veldslag tijdens de Reconquista die plaatsvond in de stad Zamora, in het noordwesten van Spanje. De strijd werd uitgevochten tussen de christelijke strijdkrachten van het koninkrijk Asturië onder het bevel van koning Alfonso III en de moslimstrijdkrachten van Ahmed Ibn Muwaiya, een Omajjaad, die ook bekend stond als Ibn al-Qitt, en door zijn kunya: Abul Qassim. De strijd eindigde in een overwinning voor Asturië.

## Het gevecht
De troepen van Ahmad Ibn Muawiya omsingelden de stad Zamora in juli 901 en vielen snel de beroemde muren van de stad aan. De strijd duurde vier dagen en resulteerde uiteindelijk in de overwinning voor de christelijke verdedigers van de stad.
De Arabische kronieken uit die tijd waarin de strijd wordt verhaald, beschrijven het aantal doden en gewonden als zo groot dat er naar wordt verwezen als de Jornada del Foso de Zamora, "Dag van de loopgraaf van Zamora" of "Dag van de loopgraaf van Zamora". Zamora" (niet te verwarren met de Slag om Alhandic 939, die dezelfde bijnaam draagt).
Na de overwinning beschrijven de kronieken hoe de Asturische verdedigers de hoofden van moslimleiders, waaronder Ibn al-Qitt, afhakten en deze voor iedereen zichtbaar op pieken op de kantelen van de stadsmuren plaatsten. Een deel van de muur ten zuiden van de belangrijkste kathedraal van de stad ligt naast een straat genaamd Calle Balborraz (genoemd naar een oude poort die de stad verlaat, genaamd de Puerta de Balborraz). Deze benaming is afkomstig van het Arabische woord bab al ras, waarbij bab deur betekent en ras hoofd.
Tot de Spaans-moslimkroniekschrijvers van deze strijd behoort Ibn Hayyan, die het verslag van Ahmad ibn Muhammad al-Razi volgde. Hij schrijft de aanval toe aan de sjiitische beweging en zegt dat Ibn al-Qitt een "profeet" was.